# Kerabistus asymmetricus
Kerabistus asymmetricus är en insektsart som först beskrevs av Giglio-Tos 1910.  Kerabistus asymmetricus ingår i släktet Kerabistus och familjen Aschiphasmatidae. Inga underarter finns listade i Catalogue of Life.